# Ингвинален гранулом
Ингвиналният гранулом, познат още под названието донованиоза, представлява заболяване, предаващо се по полов път. Заболяването се среща в тропическите и субтропическите региони, като Югоизточна Индия, Нова Гвинея, но се среща и в САЩ.

## Етиология
Причинител на заболяването е Klebsiella granulomatis (Calymmatobacterium granulomatis), Грам-отрицателна, плеоморфна бактерия. Заболяването се предава по контактен път, най-често полов път, но може да се предаде и на новороденото от болната майка по време на раждане. Много рядко заболяването може да се предаде и по време на орален секс. Грануломът представлява тип възпалителен процес, при който се натрупват възпалени клетки. При това заболяване, грануломът се образува в ингвиналната и гениталната област.

## Клинична картина
Инкубационният период на заболяването е 10 – 40 дни. След този период се образуват малки, болезнени лезии. След време тези лезии се отварят, прогресират, улцерират (разязвяват се) и впоследствие гранулират. Язвите се разполагат около гениталиите, по вагината и по кожата около ануса, пениса, срамните устни при жената или перинеума. Заболяването напредва и разрушава околните тъкани. По-рядко от този процес може да се засегнат и цервикалния канал на жената. Мъжете заболяват два пъти по-често от жените.

## Диагноза
За поставяне на диагнозата е важна анамнезата на болния. Прави се оглед на гениталната област, където се наблюдават характерните промени, които са болезнени. Освен това се взема материал (биопсия) от самите разязвени грануломи, където процентът на телцата на Донован определя диагнозата. Тези телца представляват пръстеновидни структури, които могат да бъдат открити в цитоплазмата на мононуклеарните фагоцити или хистиоцити. Заболяването може да се докаже и с помощта на микробиологично изследване – търси се причинителят.

### Диференциална диагноза
В началните стадии на заболяването е много трудно да се разграничи дали става въпрос за гранулом или за шанкроид. В по-късните стадии ингвиналният гранулом много прилича на венеричната лимфогранулома и на аногениталната амебиаза.

## Усложнения
Заболяването може да доведе до деструкция на гениталната област, белези, промяна на цвета на кожата в гениталната област, оток.

## Лечение и профилактика
Заболяването се лекува с антибиотици от групата на макролиди или тетрациклини. Лечението продължава три седмици или докато не изчезнат грануломите. Необходимо е да се внимава при сексуални контакти с хора от ендемични региони.